# Universidade Federal de Minas Gerais
Universidade Federal de Minas Gerais (UFMG) er et anset universitet i Belo Horizonte, Minas Gerais, Brasilien. Grundlagt i 1927. I dag (2010) har universitetet ca. 49.254 studerende.